# Cecilie Henriksen
Cecilie Henriksen (født 4. november 1986 i Næstved) er en kvindelig dansk tidligere fodboldspiller, med blandt andet kampe på det danske U/19- og U/21-landshold. Hun har tidligere spillet for Fortuna Hjørring og har tidligere været tilknyttet Nordjyllands Sportscollege i Frederikshavn.

## Karriere
I 2007/08 spillede hun for Baylor University og i sommersæsonen 2008 spillede hun for Ottawa Fury, som var placeret i den bedste amerikanske række W-league. Efterfølgende spillede hun for Embry-Riddle Eagles i Daytona Beach, Florida, USA.